# Hygrolejeunea alaskana
Hygrolejeunea alaskana là một loài Rêu trong họ Lejeuneaceae. Loài này được R.M. Schust. & Steere mô tả khoa học đầu tiên năm 1958.